# Compsobuthus rugosulus
Espèce
Synonymes
- Buthus acutecarinatus rugosulus Pocock, 1900

Compsobuthus rugosulus est une espèce de scorpions de la famille des Buthidae.

## Distribution
Cette espèce se rencontre en Inde, au Pakistan, en Iran et en Afghanistan,.

## Description
La femelle syntype mesure 50 mm

## Systématique et taxinomie
Cette espèce a été décrite sous le protonyme Buthus acutecarinatus rugosulus par en . Elle est placée dans le genre Compsobuthus par Vachon en 1949.

## Publication originale
- Pocock, 1900 : « Arachnida. » The fauna of British India, including Ceylon and Burma, London, Taylor and Francis, p. 1-279 (texte intégral).